# Eulises González Sánchez
Eulises González Sánchez (ur. 28 października 1938 w Tinjacá) – kolumbijski duchowny katolicki, wikariusz apostolski San Andrés i Providencia w latach 2001-2016.

## Życiorys
Święcenia kapłańskie przyjął 22 sierpnia 1968 z rąk papieża Pawła VI i został inkardynowany do diecezji Girardot. Był m.in. wikariuszem biskupim ds. pastoralnych (1977-1987) oraz ds. życia konsekrowanego (1978-2001), proboszczem parafii katedralnej w Girardot (1986-2001) i tymczasowym administratorem diecezji po śmierci bp. Rodrigo Escobar Aristizábala (1987-1988).

### Episkopat
2 lutego 2001 został mianowany przez papieża Jana Pawła II wikariuszem apostolskim San Andrés i Providencia ze stolicą tytularną Tatilti. Sakry biskupiej udzielił mu 10 marca tegoż roku ówczesny nuncjusz apostolski w Kolumbii, abp Beniamino Stella. 
16 kwietnia 2016 przeszedł na emeryturę.